# 1969-es Formula–1 brit nagydíj
Az 1969-es Formula–1 világbajnokság hatodik futama a brit nagydíj volt.

## Futam
A Silverstone-ban rendezett brit nagydíjra visszatért a BRM, amelynek csapatvezetője Tim Parnell lett. Pedro Rodríguez már a Ferrari színeiben indult a versenyen.
Stewartnak problémája akadt a szombati edzésen, amikor egy betondarabnak ütközött és balesetezett a Woodcote kanyarban. A skót átvette Beltoise autóját, így a franciának egy négykerék meghajtású Matra maradt. Az első rajtsorból Rindt, Stewart és Hulme indult. Graham Hill csak a 12. helyet tudta megszerezni.
A verseny nagy részén Stewart és Rindt emlékezetesen küzdött az élen, de Rindt hátsó szárnyával probléma akadt. 30 másodperces boxkiállása után visszatért a versenybe, de a végén kifogyott az üzemanyaga és újra ki kellett állnia. Stewart egy kör előnnyel győzött Ickx, McLaren és Rindt előtt.
| Helyezés | #  | Versenyző            | Csapat/Motor | Futott körök | Idő/Kiesés oka | Rajthely | Pontszám |
| -------- | -- | -------------------- | ------------ | ------------ | -------------- | -------- | -------- |
| 1        | 3  | Jackie Stewart       | Matra-Ford   | 84           | 1:55:55,6      | 2        | 9        |
| 2        | 7  | Jacky Ickx           | Brabham-Ford | 83           | + 1 kör        | 4        | 6        |
| 3        | 6  | Bruce McLaren        | McLaren-Ford | 83           | + 1 kör        | 7        | 4        |
| 4        | 2  | Jochen Rindt         | Lotus-Ford   | 83           | + 1 kör        | 1        | 3        |
| 5        | 16 | Piers Courage        | Brabham-Ford | 83           | + 1 kör        | 10       | 2        |
| 6        | 19 | Vic Elford           | McLaren-Ford | 82           | + 2 kör        | 11       | 1        |
| 7        | 2  | Graham Hill          | Lotus-Ford   | 82           | + 2 kör        | 12       |          |
| 8        | 10 | Jo Siffert           | Lotus-Ford   | 81           | + 3 kör        | 9        |          |
| 9        | 4  | Jean-Pierre Beltoise | Matra-Ford   | 78           | + 6 kör        | 17       |          |
| 10       | 9  | John Miles           | Lotus-Ford   | 75           | + 9 kör        | 14       |          |
| Kiesett  | 12 | Pedro Rodríguez      | Ferrari      | 61           | Motorhiba      | 8        |          |
| Kiesett  | 11 | Chris Amon           | Ferrari      | 45           | Váltó          | 5        |          |
| Kiesett  | 5  | Denny Hulme          | McLaren-Ford | 27           | Gyújtás        | 3        |          |
| Kiesett  | 15 | Jackie Oliver        | BRM          | 19           | Erőátvitel     | 13       |          |
| Kiesett  | 18 | Jo Bonnier           | Lotus-Ford   | 6            | Motorhiba      | 16       |          |
| Kiesett  | 20 | Derek Bell           | McLaren-Ford | 5            | Felfüggesztés  | 15       |          |
| Kiesett  | 14 | John Surtees         | BRM          | 1            | Felfüggesztés  | 6        |          |

## Statisztikák
Vezető helyen:
- Jochen Rindt: 51 (1-5 / 16-61)
- Jackie Stewart: 33 (6-15 / 62-84)

Jackie Stewart 10. győzelme, 7. leggyorsabb köre, Jochen Rindt 5. pole-pozíciója.
- Matra 8. győzelme.

Jo Bonnier 100. versenye.